# Éric Caravaca
Éric Caravaca (* 21. listopadu 1966 Rennes) je francouzský herec. Studoval literaturu a rovněž docházel na lekce herectví. Po dokončení studia odešel do Paříže, kde pokračoval ve studiu herectví. V roce 1993 odešel do New Yorku, kde po dobu jednoho roku studoval v Actors' Studio. Po návratu do Francie hrál v divadle a v roce 1996 měl filmový debut ve snímku Un samedi sur la terre. Za svou roli ve filmu C'est quoi la vie? získal Césara pro nejslibnějšího herce. Později hrál například ve filmech Záležitost rodiny (2008), Nikdo odnikud (2014) a Milenec na jeden den (2017), stejně jako v seriálu Paris (2015).